# Ectropothecium manii
Ectropothecium manii är en bladmossart som beskrevs av Brotherus 1908. Ectropothecium manii ingår i släktet Ectropothecium och familjen Hypnaceae. Inga underarter finns listade i Catalogue of Life.